# بيجو 604
بيجو 604 هي سيارة صالون تنفيذية خلفية الدفع من صناعة بيجو أنتجت في عام 1975 وتوقف إنتاجها في عام 1985.

## الإنتاج
أُنتج منها 153,252 سيارة خلال فترة حياتها التي استمرت 10 سنوات. صُنعت بيجو 604 في فرنسا وكذلك كانت تُجَمَّع في كوريا الجنوبية بواسطة شركة كيا.